# Лилла Сикла

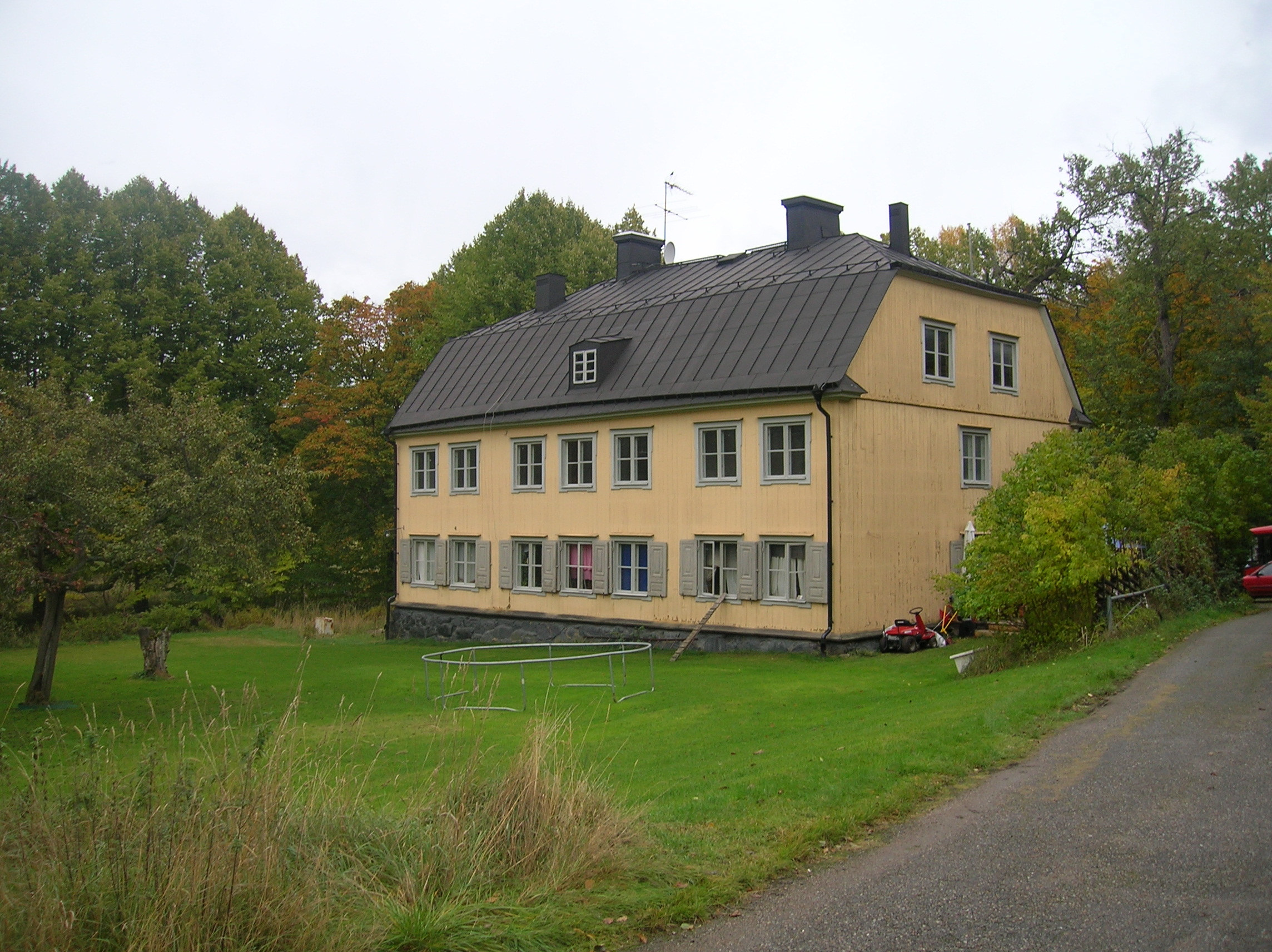
Главное здание в августе 2014 года

Лилла Сикла (швед. Lilla Sickla) — небольшая ферма, находящаяся в природном заповеднике в районе Накка, в юго-восточной части Стокгольма.
Сохранилось письмо 1620 года, в котором голландец жалуется на шведского короля Густава II Адольфа, отобравшего несколько земель, которые голландец получил в 1620 году, среди них упоминается и место под названием Klein-Sickla — это и есть первое упоминание этих земель.
Рядом с хозяйством течёт ручей с перепадам высот и очевидно, что он использовался для находящейся здесь мельницы. Первое упоминание мельницы в источниках относится к 1752 году. Сохранившееся до наших дней здание мельницы, построено в период между 1800 и 1849 годами.
Главный дом хозяйства также сохранился и датируется 1789 годом, но это место было заселено намного раньше, ещё в Средневековье. Крыло здания по соседству, к сожалению, сгорело в 1990 году и теперь можно видеть его остатки.
До 1920-х годов, когда уровень воды в заливе Сиклашён был понижен, к усадьбе подплывали на лодке с Сёдермальма. К северу от фермы — остатки Английского парка, в котором расположена так называемая «философская могила» — надгробная плита 1824 года, служившая местом для размышлений «о вечном». Со двора к озеру ведёт старинная заброшенная аллея.

Сейчас ферма принадлежит муниципалитету и используется для проведения культурных мероприятий.